# Janjanbureh
Janjanbureh (Schreibvarianten: Jangjangbureh, Janjangbureh oder Janjangbure; früher Georgetown) ist Sitz der Verwaltungseinheit Central River Region im westafrikanischen Staat Gambia.
Nach einer Berechnung für das Jahr 2013 leben dort etwa 3998 Einwohner, das Ergebnis der letzten veröffentlichten Volkszählung von 1993 betrug 2813.

## Geographie
Janjanbureh liegt auf Janjanbureh Island im Gambia-Strom am nördlichen Rand der Insel und ist Hauptstadt der Verwaltungseinheit Central River Region, sie bildet einen eigenen Distrikt Janjanbureh. Sie liegt im zentralen Gambia, 283 Kilometer flussaufwärts von der Hauptstadt Banjul entfernt und ist ungefähr elf Kilometer lang und zweieinhalb Kilometer breit.

## Geschichte
Die Insel, auf der sich heute die Stadt befindet, wurde 1823 vom Kapitän Alexander Grant von der Royal African Corps in Besitz genommen, um dort die Niederlassung Fort George für freigelassene Sklaven zu gründen. Die Insel wurde zu Ehren des Generalgouverneurs von Britisch-Westafrika, Sir Charles MacCarthy (1814–1824) in MacCarthy Island umbenannt. MacCarthy selber war ein Kämpfer gegen den Sklavenhandel.
In den 1830er Jahren entwickelte sich aufgrund der günstigen Lage um die Wesleyanische Mission ein Umschlagsplatz für Erdnüsse, Reis und andere Agrarprodukte, diese wurden dann weiter flussabwärts nach Banjul verschifft. Durch den regen Handel daraus entstand die Stadt, die zu Ehren König Georg IV. Georgetown genannt wurde.
1995 wurde die Stadt in Janjanbureh umbenannt. Ebenso wurde im Rahmen der Afrikanisierung die Insel MacCarthy Island in Janjanbureh Island umbenannt.

## Verkehr
Am nördlichen Ufer der Insel liegt die Fährverbindung Janjanbureh–Lamin Koto. Die Sankulay Kunda Bridge, verbindet Janjanbureh mit der Siedlung Sankulay Kunda und dem südlichen Landesteil.

## Kultur und Sehenswürdigkeiten
- Die Steinkreise von Wassu, ca. 15 km nordwestlich von Janjanbureh.
- Das Mungo Park Memorial bei Karantaba Tenda, ca. 28 km östlich von Janjanbureh.
- Das Kankurang Centre and Museum (seit 2016)
- Das Kankurang Festival, das seit 2018 wieder in der zweiten Januarhälfte stattfindet

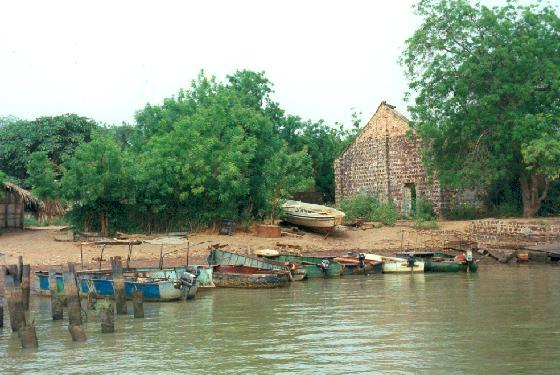
Altes koloniales Haus
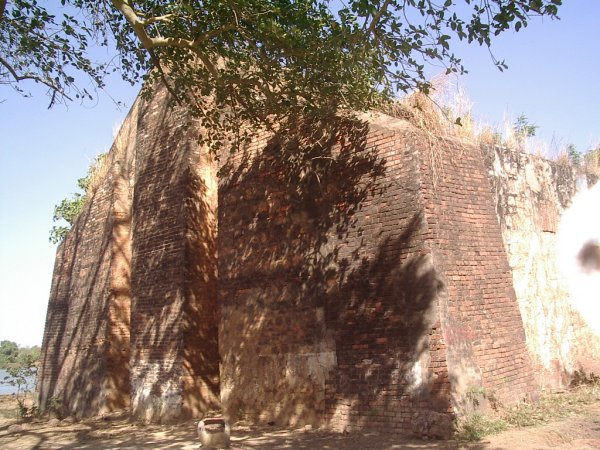
Ruinen
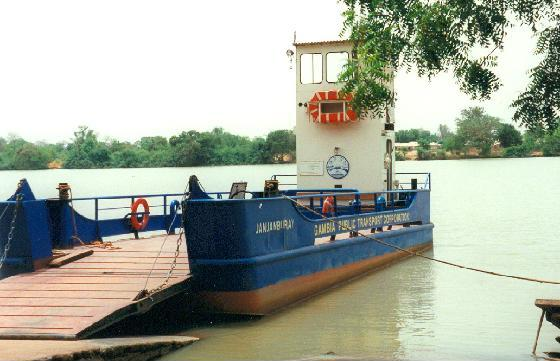
Die Fähre bei Janjanbureh

## Söhne und Töchter des Ortes
- Farimang Singhateh (1912–1977), Apotheker und Politiker
- Fanta Singhateh (1929–2023), First Lady Gambias
- Foday Jibani Manka (1942–2014), Politiker